# Bulbophyllum vanvuurenii
Bulbophyllum vanvuurenii är en orkidéart som beskrevs av Johannes Jacobus Smith. Bulbophyllum vanvuurenii ingår i släktet Bulbophyllum och familjen orkidéer.
Artens utbredningsområde är Sulawesi. Inga underarter finns listade i Catalogue of Life.